# Leichtathletik-Weltmeisterschaften 2011/Teilnehmer (China)
| Goldmedaillen | Silbermedaillen | Bronzemedaillen |
| ------------- | --------------- | --------------- |
| 2             | 2               | 4               |

Der chinesische Leichtathletik-Verband stellte bei den Leichtathletik-Weltmeisterschaften 2011 im südkoreanischen Daegu 31 Teilnehmerinnen und 23 Teilnehmer.

## Medaillen
Mit zwei gewonnenen Gold-, zwei Silber- und vier Bronzemedaillen belegte das chinesische Team Platz 7 im Medaillenspiegel.

### Medaillengewinner
| Gold - Liu Hong, 20 km Gehen - Li Yanfeng, Diskuswurf | Silber - Liu Xiang, 110 m Hürden - Wang Zhen, 20 km Gehen | Bronze - Si Tianfeng, 50 km Gehen - Zhang Wenxiu, Hammerwurf - Gong Lijiao, Kugelstoßen - Qoijing Gyi, 20 km Gehen |

## Ergebnisse

### Männer

#### Laufdisziplinen
| Athlet                                      | Disziplin    | Vorlauf    | Vorlauf | Halbfinale         | Halbfinale         | Finale             | Finale             |
| Athlet                                      | Disziplin    | Zeit       | Platz   | Zeit               | Platz              | Zeit               | Platz              |
| ------------------------------------------- | ------------ | ---------- | ------- | ------------------ | ------------------ | ------------------ | ------------------ |
| Dong Guojian                                | Marathon     |            |         |                    |                    | 2:15:45 h SB       | 14                 |
| Wu Shiwei                                   | Marathon     |            |         |                    |                    | 2:21:12 h          | 33                 |
| Li Zicheng                                  | Marathon     |            |         |                    |                    | 2:17:35 h          | 24                 |
| Shi Dongpeng                                | 110 m Hürden | 13,55 s    | 15      | 13,57 s            | 9                  | nicht qualifiziert | nicht qualifiziert |
| Jiang Fan                                   | 110 m Hürden | 13,47 s PB | 8       | 13,71 s            | 12                 | nicht qualifiziert | nicht qualifiziert |
| Liu Xiang                                   | 110 m Hürden | 13,20 s    | 2       | 13,31 s            | 2                  | 13,27 s            | Silber             |
| Cheng Wen                                   | 400 m Hürden | 50,51 s    | 29      | nicht qualifiziert | nicht qualifiziert | nicht qualifiziert | nicht qualifiziert |
| Li Zhilong                                  | 400 m Hürden | 50,44 s    | 28      | nicht qualifiziert | nicht qualifiziert | nicht qualifiziert | nicht qualifiziert |
| Wang Hao                                    | 20 km Gehen  |            |         |                    |                    | 1:22:49 h          | 10                 |
| Chu Yafei                                   | 20 km Gehen  |            |         |                    |                    | 1:22:10 h          | 9                  |
| Wang Zhen                                   | 20 km Gehen  |            |         |                    |                    | 1:20:54 h          | Silber             |
| Xu Faguang                                  | 50 km Gehen  |            |         |                    |                    | 3:47:19 h          | 7                  |
| Li Jianbo                                   | 50 km Gehen  |            |         |                    |                    | 4:10:26 h          | 24                 |
| Si Tianfeng                                 | 50 km Gehen  |            |         |                    |                    | 3:44:40 h          | Bronze             |
| Chen Qiang Liang Jiahong Su Bingtian Lao Yi | 4 × 100 m    | 38,87 s SB | 12      |                    |                    | nicht qualifiziert | nicht qualifiziert |

#### Sprung/Wurf
| Athlet       | Disziplin  | Qualifikation | Qualifikation | Finale             | Finale             |
| Athlet       | Disziplin  | Weite/Höhe    | Platz         | Weite/Höhe         | Platz              |
| ------------ | ---------- | ------------- | ------------- | ------------------ | ------------------ |
| Zhang Guowei | Hochsprung | 2,31 m PB     | 9             | 2,25 m             | 10                 |
| Su Xiongfeng | Weitsprung | 7,03 m        | 32            | nicht qualifiziert | nicht qualifiziert |
| Li Yanxi     | Dreisprung | 16,28 m       | 20            | nicht qualifiziert | nicht qualifiziert |
| Wu Jian      | Diskuswurf | 62,07 m       | 17            | nicht qualifiziert | nicht qualifiziert |
| Chen Qi      | Speerwurf  | 78,42 m       | 18            | nicht qualifiziert | nicht qualifiziert |

### Frauen

#### Laufdisziplinen
| Athletin                                           | Disziplin    | Vorlauf        | Vorlauf | Halbfinale | Halbfinale | Finale             | Finale             |
| Athletin                                           | Disziplin    | Zeit           | Platz   | Zeit       | Platz      | Zeit               | Platz              |
| -------------------------------------------------- | ------------ | -------------- | ------- | ---------- | ---------- | ------------------ | ------------------ |
| Jia Chaofeng                                       | Marathon     |                |         |            |            | 2:31:58 h          | 16                 |
| Zhou Chunxiu                                       | Marathon     |                |         |            |            | 2:29:58 h          | 6                  |
| Wang Jiali                                         | Marathon     |                |         |            |            | 2:30:25 h          | 8                  |
| Chen Rong                                          | Marathon     |                |         |            |            | 2:31:11 h          | 11                 |
| Wang Xuequin                                       | Marathon     |                |         |            |            | 2:36:10 h          | 26                 |
| Sun Yawei                                          | 100 m Hürden | 13,03 s        | 15      | 13,19 s    | 20         | nicht qualifiziert | nicht qualifiziert |
| Qoijing Gyi                                        | 20 km Gehen  |                |         |            |            | 1:31:14 h          | Bronze             |
| Liu Hong                                           | 20 km Gehen  |                |         |            |            | 1:30:00 h          | Gold               |
| Gao Ni                                             | 20 km Gehen  |                |         |            |            | 1:32:49 h          | 13                 |
| Wei Yongli Liang Qiuping Jiang Lan Tao Yujia       | 4 × 100 m    | DSQ            | DSQ     |            |            | –––                | –––                |
| Chen Yanmei Tang Xiaoyin Zheng Zhihui Chen Jingwen | 4 × 400 m    | 3:32,39 min SB | 16      |            |            | nicht qualifiziert | nicht qualifiziert |

#### Sprung/Wurf
| Athletin       | Disziplin      | Qualifikation | Qualifikation | Finale             | Finale             |
| Athletin       | Disziplin      | Weite/Höhe    | Platz         | Weite/Höhe         | Platz              |
| -------------- | -------------- | ------------- | ------------- | ------------------ | ------------------ |
| Zheng Xingjuan | Hochsprung     | 1,95 m PB     | 9             | 1,93 m             | 6                  |
| Li Ling        | Stabhochsprung | 4,25 m        | 29            | nicht qualifiziert | nicht qualifiziert |
| Wu Sha         | Stabhochsprung | DNS           | DNS           | –––                | –––                |
| Xie Limei      | Dreisprung     | 13,75 m       | 25            | nicht qualifiziert | nicht qualifiziert |
| Li Yanmei      | Dreisprung     | 13,52 m       | 29            | nicht qualifiziert | nicht qualifiziert |
| Gong Lijiao    | Kugelstoßen    | 19,21 m       | 2             | 19,97 m            | Bronze             |
| Li Ling        | Kugelstoßen    | 18,67 m       | 13            | 19,71 m            | 6                  |
| Liu Xiangrong  | Kugelstoßen    | 18,22 m       | 17            | nicht qualifiziert | nicht qualifiziert |
| Tan Jian       | Diskuswurf     | 62,26 m       | 5             | 62,96 m            | 6                  |
| Ma Xuejun      | Diskuswurf     | 59,71 m       | 14            | nicht qualifiziert | nicht qualifiziert |
| Li Yanfeng     | Diskuswurf     | 64,44 m       | 2             | 66,52 m            | Gold               |
| Liu Tingting   | Hammerwurf     | 63,12 m       | 29            | nicht qualifiziert | nicht qualifiziert |
| Zhang Wenxiu   | Hammerwurf     | 74,17 m       | 1             | 75,03 m            | Bronze             |
| Liu Chunhua    | Speerwurf      | 57,52 m       | 20            | nicht qualifiziert | nicht qualifiziert |